# لونلي بلانيت

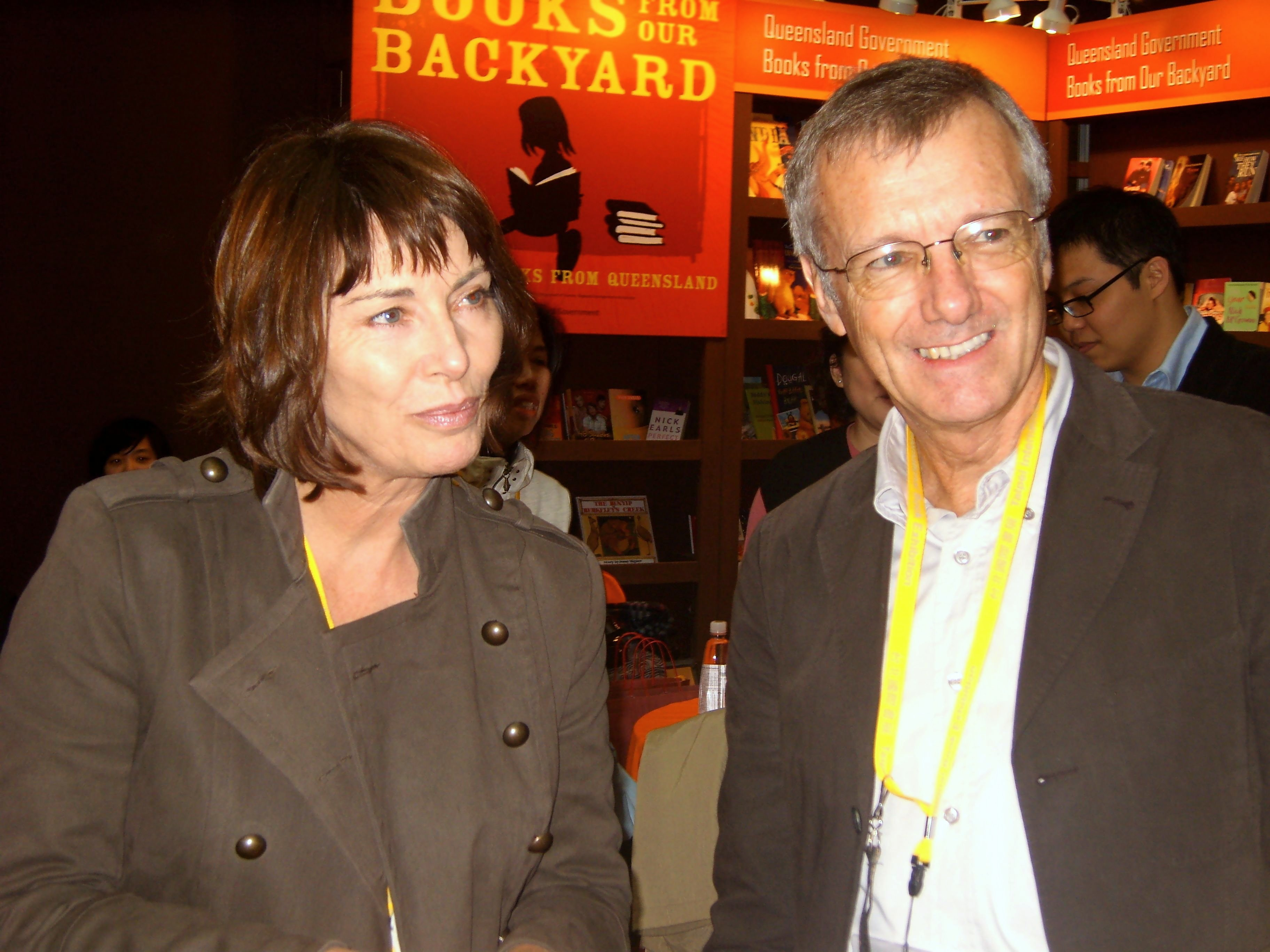
مورين وتوني ويلر، مؤسسا لونلي بلانيت

لونلي بلانيت (بالإنجليزية: Lonely Planet)‏ هو أكبر مرجع ودليل للسفر حول العالم.
بحلول عام 2010 طبعت هذه الشركة 500 دليل للسفر حول العالم بثمان لغات مختلفة، بالإضافة لمجلات مختصة بالسفر وبرامج تلفزيونية وعدد مختلف من التطبيقات الخاصة بأجهزة الجوال وعدد من مواقع الإنترنت.
المقر الرئيسي لهذا الشركة يقع في مدينة ميلبورن الأسترالية، بالإضافة لعدة فروع في لندن وأوكلاند وكاليفورنيا.
ابتداءً من عام 2009، بدأت الشركة بإصدار مجلة شهرية مختصة بالسياحة.

## التاريخ

### السنوات المبكرة
تأسست شركة لونلي بلانيت على يد الزوجين مورين ويلر وتوني ويلر. في عام 1972، شرعا في رحلة برية عبر أوروبا وآسيا إلى أستراليا، متبعين مسار بعثة أكسفورد وكامبريدج في الشرق الأقصى.
نشأ اسم الشركة من أغنية كتبها ماثيو مور. أول كتاب صدر للشركة كان بعنوان «عبر آسيا بسعر رخيص» (بالإنجليزية: Across Asia on the Cheap)‏، كتبه الزوجان في منزلهما، وهو مُكوّن من 94 صفحة. تألفت النسخة المطبوعة الأصلية من كتيبات مُدبسة.
عاد توني إلى آسيا ليُؤلّف كتابا بعنوان (عبر آسيا بسعر رخيص: دليل كامل للقيام برحلة برية)، نُشر عام 1975.

### التوسيع
توسعت سلسلة كتب دليل لونلي بلانيت في البداية في آسيا، مع كتاب دليل الهند في عام 1981، وتوسعت لتشمل بقية العالم. اشتهر جيف كروثر بإدخال آرائه بشكل متكرر في نصوص الدلائل التي كتبها. كانت كتاباته مفيدة في صعود لونلي بلانيت.
بحلول عام 1999، باعت لونلي بلانيت 30 مليون نسخة من أدلة السفر الخاصة بها.

### بيع ويلرز لبي بي سي
في عام 2007، باع ويلرز وجون سينغلتون حصة 75٪ في الشركة إلى بي بي سي وورلدوايد، تقدر قيمتها بنحو 63 مليون جنيه إسترليني في ذلك الوقت. كانت الشركة تنشر 500 عنوانا وتوغلت في الإنتاج التلفزيوني. بعد الاستحواذ، سجّلت بي بي سي خسارة قدرها 3.2 مليون جنيه إسترليني في العام حتى نهاية مارس 2009. بحلول نهاية مارس 2010، تم تحقيق أرباح بقيمة 1.9 مليون جنيه إسترليني، حيث ارتفعت الإيرادات الرقمية بنسبة 37 ٪ على أساس سنوي. خلال الـ 12 شهرًا السابقة، نمت مجلة لونلي بلانيت وزادت الإيرادات غير المطبوعة من 9٪ في عام 2007 إلى 22٪.
تضمن التواجد الرقمي لـلونلي بلانيت 140 تطبيقًا و 8.5 مليون زائر فريد لموقع (lonelyplanet.com). استحوذت بي بي سي على نسبة 25٪ المتبقية من الشركة مقابل 42.1 مليون جنيه إسترليني (67.2 مليون دولار أسترالي) من ويلرز.

### بيع بي بي سي إلى NC2
بحلول عام 2012، أرادت بي بي سي تجريد نفسها من الشركة، وفي مارس 2013 أكدت بيع لونلي بلانيت إلى (NC2 Media) من براد إم. كيلي مقابل 77.8 مليون دولار أمريكي (51.5 مليون جنيه إسترليني)، بخسارة تقارب 80 مليون جنيه إسترليني (118.89 مليون دولار أمريكي).

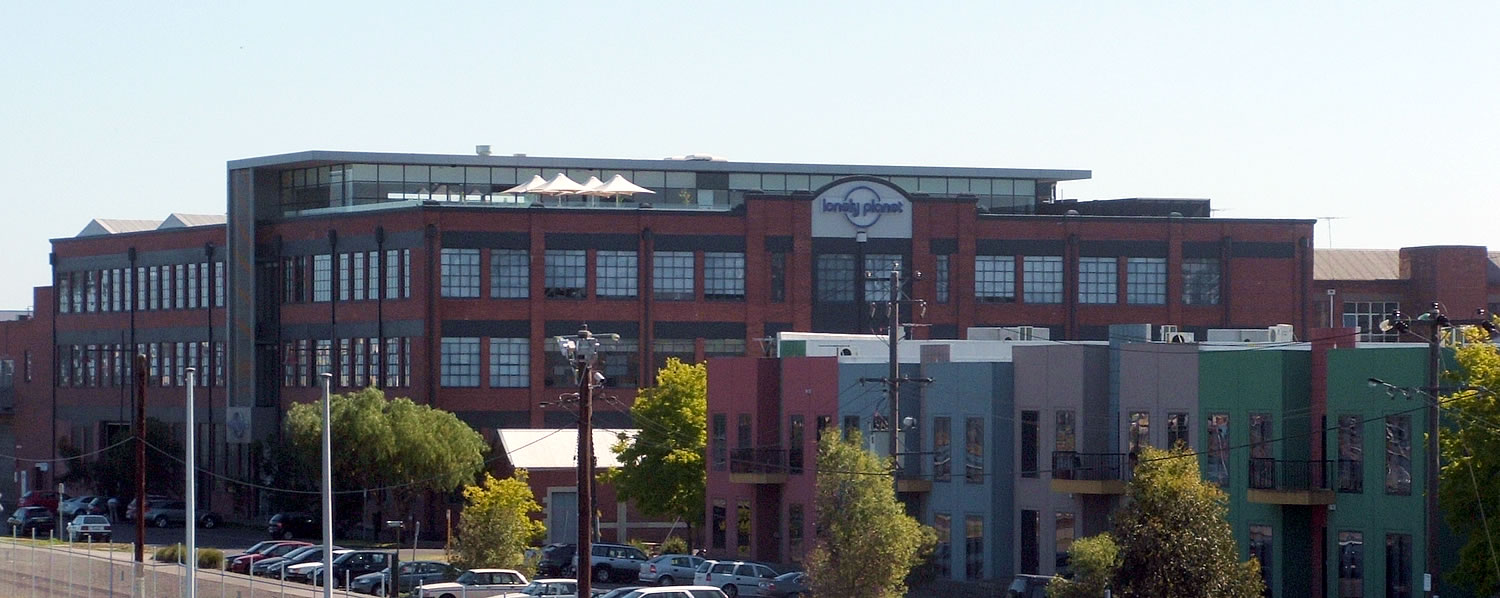
المقر السابق لشركة لونلي بلانيت في فوتسكراي

### كوفيد 19
في أبريل 2020، اتخذت شركة لونلي بلانيت قرارًا بإغلاق مكاتبها في أستراليا ولندن، وخفض مستويات التوظيف على مستوى العالم استجابةً للانكماش في صناعة السفر الناجم عن جائحة فيروس كورونا 2019–20. واصلت الشركة نشر كتيباتها الإرشادية وكتب العبارات الشائعة والخرائط وكتب الأطفال والصور الملهمة ولكنها اختارت إغلاق مجلتها. تواصل مكاتب لونلي بلانيت العمل في دبلن بأيرلندا، وفرانكلين بالولايات المتحدة، ونيودلهي بالهند، وبكين بالصين.
- و في اللائحة السنوية أفضل الدول للزيارة في عام 2024:

```
1.🇲🇳 منغوليا
2.🇮🇳الهند
3.🇱🇨 سانت لوسيا
4.🇲🇽المكسيك
5.🇲🇦 المغرب
6.🇨🇱 تشيلي
7.🇧🇯 بنين
8.🇺🇿 أوزبكستان
9.🇵🇰 باكستان
10.🇭🇷 كرواتيا.
[
17
]
```